# Манфред Кокот
Манфред Кокот ( }, Темплин, 3. јануар 1948) је бивши источнонемачки атлетичар, чија
== Спортска биографија == специоналност су биле спринтерске дисциплине, један од најбољих на дистанци од 100 метара 1970-их, освајач олимпијске медаље.
Прву медаљу освојио је на 2. Европском првенству у дворани 1971. када је био трећи на 60 метара. Те године поставио је европски рекорд на 100 м и постао први источни Немац којем је то пошло за руком.
Због тих успеха постао је члан делегације Источне Немачке на Олимпијским играма 1972. у Минхену. Такмичио се у две дисциплине трци на 100 метара и штафети 4 х 100 метара. У првој је испао у четвртфиналу, а штафетом заузео 5. место.
После 4 године на Играма у Монтреалу са штафетом 4 х 100 м у саставу: Кокот, Јерг Пфајфер, Клаус Дитер Курат и Александер Тиме освојила је сребрну медаљу. Његов старт у првој измени штафете је најбржа реакција у историји олимписких игара од 0,100 секунде.
Кокот је учествовао и на 3 европска првенства 1971. у Хелсинкију, 1974. у Риму где је штафета освојила бронзу и 1978. у Прагу
где су били други.
Поред поменутог Европско првенство у дворани 1971, учествовао је на још два где је на 60 метара освојио две среврне медаље 1973. у Ротердаму и 1974, у Гетеборгу
Са репрезентацијом Источне Немачке на Светском купу нација у атлетици 1977. у Диселдорфу и освојио 2 медаље: златну у екипној конкуренцији и сребрниу са штафетом.

## Приватни живот
Манфред Кокот по занимању је био електричар за дизел локомотиве. Прво је радио је на главној станици у Лајпцигу, да би касније бавио аутомобилима.
Његова кћерка Јоханна и брат Рајнхолд су постали успешни међународни спринтери.